# Асоро
Асоро (итал. Assoro) је насеље у Италији у округу Ена, региону Сицилија.
Према процени из 2011. у насељу је живело 3958 становника. Насеље се налази на надморској висини од 706 м.

## Становништво
Према резултатима пописа становништва 2011. у општини је живело 5.366 становника.
| 1931. | 1936. | 1951. | 1961. | 1971. | 1981. | 1991. | 2001. | 2011. |
| ----- | ----- | ----- | ----- | ----- | ----- | ----- | ----- | ----- |
| 5.010 | 4.969 | 5.563 | 5.663 | 5.167 | 5.236 | 5.319 | 5.393 | 5.366 |